# Biblioteca Municipal Lloret de Mar
La Biblioteca Municipal Lloret de Mar és una biblioteca pública del municipi de Lloret de Mar, La Selva, inaugurada el 14 de gener de 2012, ubicada dins la Casa de Cultura, juntament amb altres equipaments municipals, com ara el Departament de Benestar i Família, el Casal de la Gent Gran i l'Escola d'Adults. Forma part de la Servei de Biblioteques de la Diputació de Girona i del Sistema de Lectura Pública de Catalunya.
Té una superfície de gairebé 3.000 m² i conté un fons de més de 45.000 documents, entre llibres, audiovisuals, revistes i altre tipus de suports. També disposa de sales d'estudi, aula multimèdia per a formació, aula taller per a infants, sala polivalent, sala d'exposicions, servei de cafeteria, 24 ordinadors amb connexió a Internet i servei wifi a tot l'equipament.

## Història
Les primeres notícies d'una Biblioteca a la Vila de Lloret de Mar es remunten a l'any 1933. Mossèn Pere Torrent va ser l'organitzador d'aquesta Biblioteca Popular que era molt ben valorada per tota la població. La Biblioteca Popular de Lloret va ser inaugurada oficialment el dia del llibre de 1934. Es desconeix el temps que va estar en funcionament. Durant la dècada dels setanta i vuitanta Lloret comptava amb una biblioteca promoguda per una entitat financera. En la dècada dels vuitanta ja es parlava de construir una biblioteca municipal. El 23 d'abril de 1991 es va inaugurar la Biblioteca Municipal que estava situada a l'edifici de l'Institut, sobre la Llar de Jubilats, a la Plaça Mossèn Pere Torrent. El creixement de la població de Lloret de Mar va fer que la biblioteca quedés petita ràpidament i es va decidir construir una biblioteca nova, per tal de complir els estàndards que marca el Mapa de Lectura Pública de Catalunya. El projecte de nova biblioteca es va començar a gestar l'any 2003, però la nova biblioteca (construïda al mateix lloc que ocupaven l'institut i la biblioteca anterior) no va obrir les portes fins al 5 de setembre de 2011.